# Caribische monniksrob
De Caribische monniksrob (Monachus tropicalis) was een zeehondensoort. Het was het enige zeeroofdier dat van nature voorkwam in het Caribisch Gebied. De laatst betrouwbare waarnemingen stammen uit 1952 en sinds 1996 wordt de soort officieel als uitgestorven beschouwd.

## Kenmerken
De Caribische monniksrob had een donker bruingrijze vachtkleur. De buikzijde was gelig wit van kleur. De eerste en de vijfde teen op de achterflippers waren langer dan de andere tenen. De nagels op de voorflippers zijn goed ontwikkeld. De Caribische monniksrob had een relatief lang en robuust lichaam. De lichaamslengte lag tussen de 200 en de 240 centimeter. Het gewicht bedroeg tot 270 kilogram. Mannetjes werden groter dan vrouwtjes. De kop was rond met een brede snuit en relatief grote ogen. De leefwijze was waarschijnlijk vergelijkbaar met die van de twee andere soorten monniksrobben. De Caribische monniksrob leefde in groepen van over het algemeen twintig tot veertig dieren, maar soms tot honderd exemplaren groot. Ze rustten voornamelijk op zandstranden en -banken van eilanden en atollen, maar soms ook op het vasteland. Prooidieren werden gezocht in ondiepe lagunes en koraalriffen en soms ook in diepere zeeën. Vissen, inktvissen en schaaldieren vormden het voornaamste voedsel. Jongen werden in december geboren met een lange, zwarte vacht en de ogen open. Gemiddeld werd één jong per worp geboren. De levensduur van de Caribische monniksrob is onbekend, maar de verwante soorten kunnen tot dertig jaar oud worden.

## Verspreiding
De Caribische monniksrob kwam oorspronkelijk voor in de Caraïbische Zee, vanaf de Bahama's, de Grote Antillen en Florida via de Golf van Mexico, Yucatán en Midden-Amerika tot aan de noordelijke Kleine Antillen en langs de noordkust van Zuid-Amerika tot aan Guyana.
De Caribische monniksrob werd voor het eerst westerse mens waargenomen tijdens de tweede reis van Christoffel Columbus. Ook in de reisverslagen uit het begin van de zestiende eeuw wordt de soort genoemd. Toentertijd was het dier vrij algemeen in het Caribisch gebied. Op het strand van Alta Velo, een eiland ten zuiden van Hispaniola, werden in augustus 1494 door de bemanning van Columbus acht monniksrobben gedood. De bemanning van Juan Ponce de León bejoeg de soort in 1513 op Dry Tortugas nabij Florida en ook Hernán Cortés noemt de monniksrob in zijn verslagen over een expeditie in 1524, waarin de soort als algemeen wordt beschreven op een eiland nabij Veracruz.

## Uitsterven
Doordat de Caribische monniksrob geen natuurlijke vijanden op het land kende, was de soort niet bang voor mensen. Daarnaast was het dier niet agressief en nieuwsgierig. Hierdoor was de Caribische monniksrob makkelijk benaderbaar en het vormde zo een gemakkelijke prooi voor mensen, die de dieren doodden voor vlees, huid en olie vanuit de speklaag.
In de zeventiende eeuw werden honderden monniksrobben gedood voor hun olie, die gebruikt werd om machinerie te smeren op suikerrietplantages van West-Indië. Jamaicaanse plantage-eigenaren organiseerden jachtexpedities met dit doel tot de Bahama's aan toe. In dezelfde periode werden monniksrobben gedood tijdens Nederlandse expedities naar Klein Curaçao en door de Britten en Spanjaarden langs de kust van Yucatán. In 1700 was de Caribische monniksrob al verdwenen uit het oostelijke deel van zijn oorspronkelijke verspreidingsgebied. Later vormde vervolging door vissers een belangrijke bedreiging, die de olie van de monniksrobben bovendien gebruikten voor hun lampen. In het midden van de negentiende eeuw was de soort vrij zeldzaam en waren er onvoldoende monniksrobben op nog commerciële jacht mogelijk te maken. In 1900 was de Caribische monniksrob verdwenen uit het noordelijke deel van zijn oorspronkelijke verspreidingsgebied. Het Triangle Keys of Arrecife Triángulos ten noordwesten van Yucatán gold als een van de laatste gebieden waar de soort nog in redelijke aantallen voorkwam. Wetenschappelijke expedities bij de Triangle Keys uit de behoefte om materiaal te verkrijgen van dit zeldzame dier voor de collecties van natuurhistorische musea hebben een belangrijke rol gespeeld in de verdere achteruitgang van de Caribische monniksrob. Tijdens een expeditie in 1886 werden 42 monniksrobben gedood en een deel van de huiden kwam in de collecties van het British Museum of Natural History en het Cambridge Zoological Museum. Bij een Amerikaanse expeditie in 1911 werden ongeveer tweehonderd dieren gedood. Met 44 specimen – huiden en schedels – heeft het National Museum of Natural History in Washington D.C. de grootste collectie materiaal van de Caribische monniksrob.
Overbevissing in gebieden waar de Caribische monniksrob nog voorkwam met onvoldoende prooidieren als gevolg vormde een tweede belangrijke oorzaak naast de bejaging van het verdwijnen van de soort. Waarschijnlijk zorgde daarnaast een oprukkende bebouwing voor het verdwijnen van geschikte werpstranden. In het verdere verloop van de twintigste eeuw werd de Caribische monniksrob steeds minder waargenomen. De laatste betrouwbare waarneming dateert uit 1952, toen een kleine groep werd gezien bij de bank van Seranilla, een groep van kleine koraaleilanden halverwege Jamaica en Honduras. In latere jaren is er zonder resultaat intensief met vliegtuigen (1973) en met schepen (1980, 1984) in het vroegere verspreidingsgebied gezocht naar individuen. Soms worden er nog wel zeeroofdieren waargenomen in het Caribisch gebied, maar dit gaat vrijwel zeker om verdwaalde klapmutsen (Cystophora cristata), die als zodanig zijn geïdentificeerd op Puerto Rico en de Amerikaanse Maagdeneilanden. De Caribische monniksrob is de enige soort zeeroofdier die in de afgelopen vijfhonderd jaar is uitgestorven.

## Gevangenschap
De eerste Caribische monniksrob die voor langere tijd in gevangenschap kon worden gehouden, was een vrouwelijk dier dat van 1897 tot 1903 in het New York Aquarium leefde. In 1909 verkreeg dit aquarium vier nieuwe monniksrobben, een volwassen mannetje en drie jonge dieren. Eerder werden twee Caribische monniksrobben gehouden in het National Zoological Park in Washington D.C. tot hun dood in 1897. Deze dieren waren alle afkomstig van de Triangle Keys.

## Verwantschap
De nauwste verwant van de Caribische monniksrob is de Hawaïaanse monniksrob (Monachus schauinslandi). Recente studies hebben echter aangetoond dat de Amerikaanse monniksrobben op moleculair en morfologisch vlak verschillen van de Mediterrane monniksrob. De Amerikaanse monniksrobben is daarom ook wel de geslachtsnaam Neomonachus in gebruik. Het verdwijnen van de Midden-Amerikaanse zeestraat met de sluiting van de landengte van Panama heeft de twee Amerikaanse monniksrobben van elkaar gescheiden en zorgde circa 3,7 miljoen jaar geleden voor een splitsing in twee soorten.